# Samuel Jones (atleta)
Samuel Symington Jones, detto Sam (16 gennaio 1880 – Knoxville, 13 aprile 1954), è stato un altista, triplista e tiratore di fune statunitense.

## Biografia
Ha partecipato ai giochi olimpici di St. Louis del 1904, dove ha gareggiato con la squadra del New York Athletic Club nella competizione del tiro alla fune. In questo evento la squadra statunitense giunse al quarto posto, poiché, dopo la sconfitta nella finale per la medaglia d'oro, ad opera del Milwaukee Athletic Club, non si presentò alla finale per l'assegnazione della medaglia d'argento.
Nella stessa edizione ha anche gareggiato nelle gare di atletica del salto in alto, vincendo la medaglia d'oro, e nel salto triplo, giungendo al settimo posto.

## Palmarès
In carriera ha conseguito i seguenti risultati:
- Giochi olimpici

St. Louis 1904: oro nel salto in alto.